# Dorycnium rectum
Dorycnium rectum — вид квіткових рослин родини бобові (Fabaceae).

## Опис
Багаторічна трав'яниста рослина, 30-200 см, іноді деревна біля основи. Має порожнисті стебла. Листя непарноперисті з 5 листочками. Листові фрагменти 20-40 х 12-20 мм, оберненояйцевидні. Суцвіття з (15)18—35 рожево-білими квітками. Плоди 8-10 х 1-2,5 мм, циліндричні, гладкі, червонувато-фіолетові або пурпурові колір, з 7-9 насінням. Насіння 1-1.3 (1.5) х 0,7-1,2 мм, яйцеподібне або кулясте, світло-коричневе або темно-коричневе, з темними плямами.

## Поширення, екологія
Країни поширення: Північна Африка: Алжир; Лівія; Марокко; Туніс. Західна Азія: Кіпр; Ізраїль; Ліван; Сирія; Туреччина. Південна Європа: Албанія; Греція (вкл. Крит); Італія (вкл. Сардинія, Сицилія); Франція (вкл. Корсика); Португалія; Гібралтар; Іспанія (пд., сх., і Балеарські острови).
Росте по краях струмків і у вологих заростях; 0-1300 м. Цвітіння і плодоношення з квітня по липень.

## Галерея

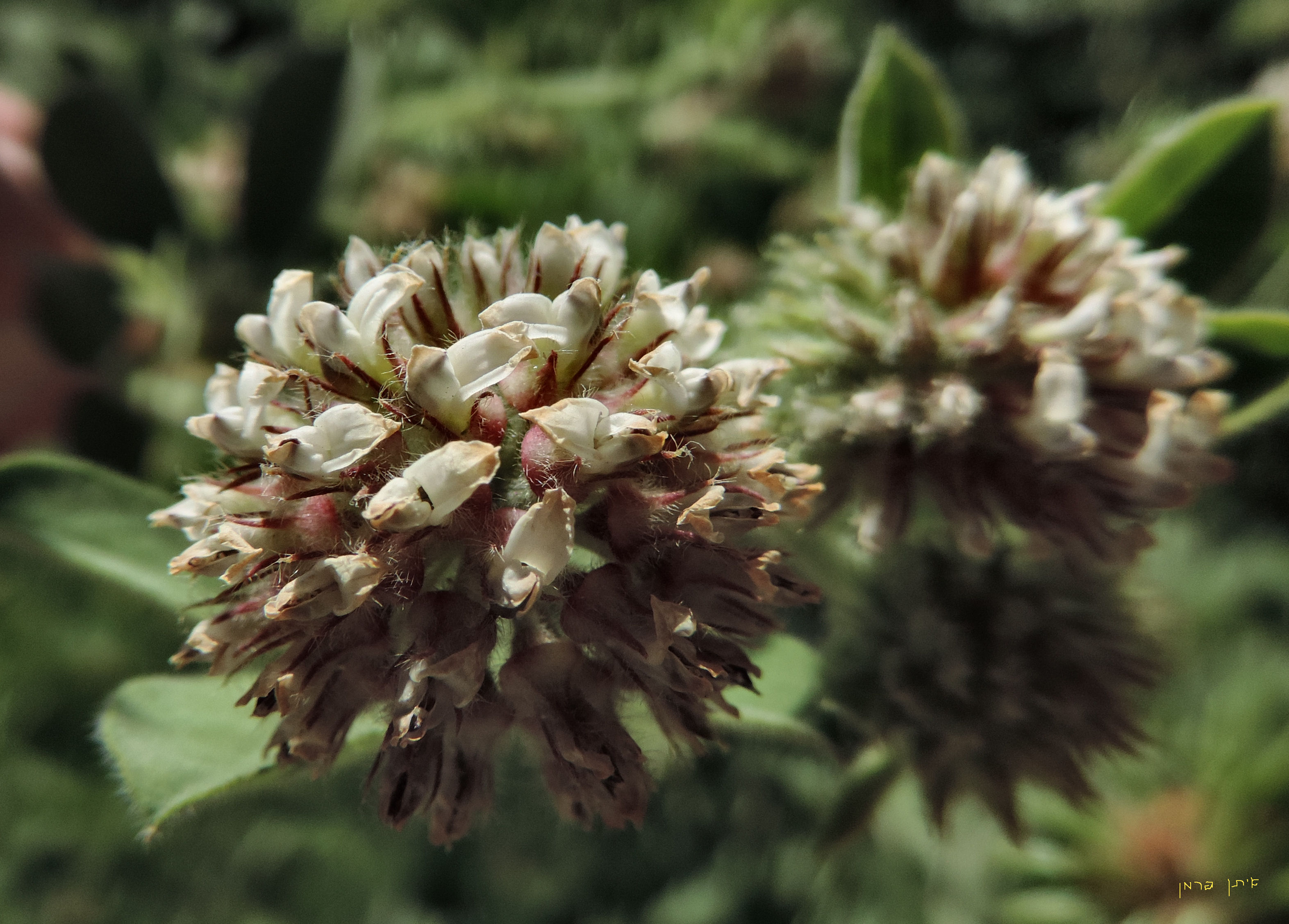
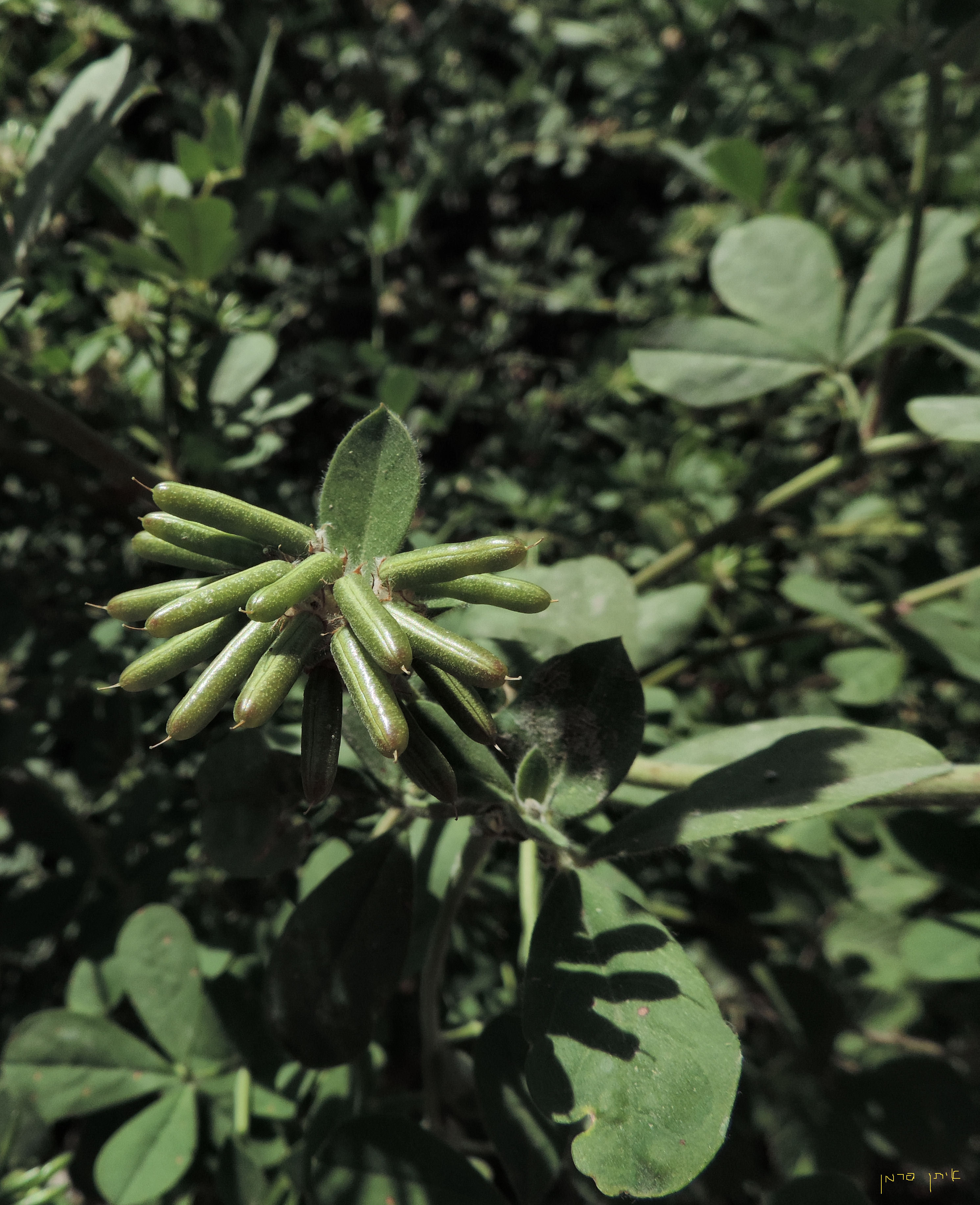